# Ștefănești, Vâlcea
Ștefănești là một xã thuộc hạt Vâlcea, România. Dân số thời điểm năm 2002 là 3729 người.